# Conradusstein

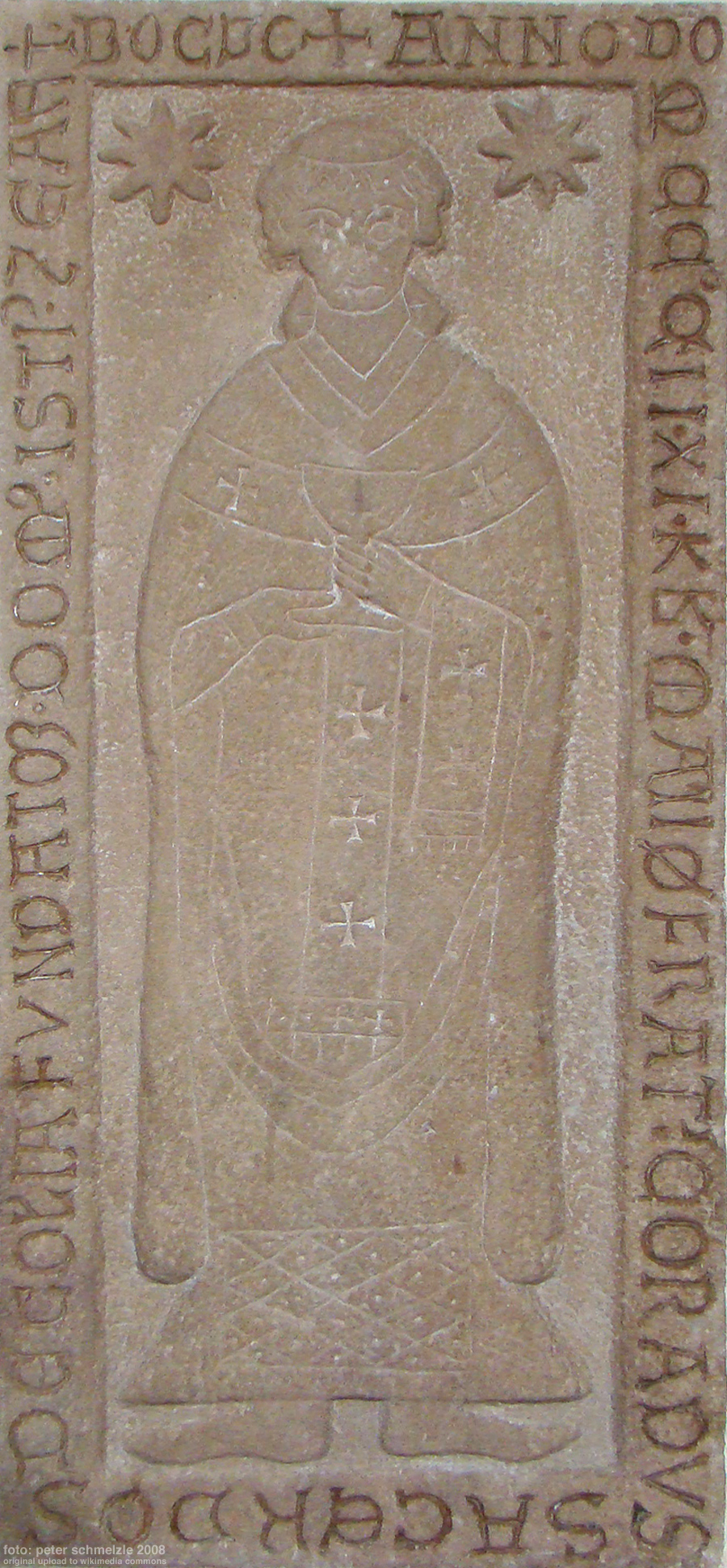
Conradusstein

Der Conradusstein ist eine historische Grabplatte im Tempelhaus in Neckarelz. Möglicherweise handelt es sich dabei um die Grabplatte des Konrad von Büchel, der die beiden Johanniterburgen in Neckarelz und Boxberg gründete.

## Beschreibung
Die seit dem Umbau zur Pfarrkirche 1731 in eine Innenwand des Tempelhauses eingelassene Grabplatte zeigt das lebensgroße Reliefbild eines Mannes mit Tonsur in geistlicher Tracht, der einen Kelch in beiden Händen hält. Um die Schulter hat der Dargestellte ein Band mit Kreuzen in der Art eines Palliums, was ihn als hohen geistlichen Würdenträger kennzeichnet. Links und rechts seines Kopfes befinden sich zwei achtstrahlige Sterne. Am Rand der Grabplatte ist eine Umschrift in lateinischen Großbuchstaben eingemeißelt. Durch verschiedene Restaurierungsmaßnahmen im Laufe der Zeit wurde die ursprüngliche Inschrift verfremdet. 

## Deutung der Inschrift
Die Buchstabenform im Vergleich mit der Schrift auf dem Siegel der Stadt Wimpfen von 1250 oder mit der Schrift auf dem Grabmal eines jugendlichen Ritters in der Kirche in Uissigheim von 1330 korrespondiert mit dem aus der Inschrift erkenntlichen Jahr MCCCII (=1302), so dass die Platte wohl unmittelbar nach dem Tod der dargestellten Person im Jahre 1302 entstand.
Durch die Verfremdung der Buchstaben ist die Inschrift nicht zweifelsfrei zu lesen. Prof. Dr. Albert interpretierte in seiner Beschreibung des Tempelhauses von 1937 die Inschrift wie folgt: ANNO DO(MINI) MCCCII XI K(A)L(ENDAS) MAII O(BIIT) FRAT(ER) CO(N)RADVS SACERDOS DE COL(ON)IA FVNDATOR DOM(VS) ISTI(VS) ET CAP(ELLANUS) BOC(S)B(ER)G(ENSIS). Dieser Lesart zufolge bedeutet die Inschrift: „Im Jahre des Herrn 1302, am 21. April, verstarb der Bruder Conrad, Priester aus Köln, Gründer dieses Hauses und Boxberger Kaplan“.
Karl Friedrich Jaeger hatte 1823 die Herkunft der Person aus der Wendung DE COL·IA noch als DE GOLIA interpretiert, woraus spätere Forscher auch DE GALLIA lasen. Auch die Interpretation als DE CORNELIA („Cornelia“ ist der alte Name von Wimpfen) kam vor. Jaeger interpretierte das Kürzel CAP (das auch GAN, CAN oder CAR etc. gelesen werden könnte) als CANTOR. Jaeger zufolge sollte die abgebildete Person also einer heute nicht mehr bekannten Adelsfamilie von Golia entstammen und die Kirchenmusik in Boxberg geleitet haben. Auch Professor Albert war sich seiner Interpretation von 1937 nicht ganz sicher und interpretierte das der Ortsbezeichnung Boxberg vorangestellte Kürzel anfangs als GANEATOR, was den Dargestellten zum Boxberger Speisemeister machen würde. Den historischen Überlegungen zur Geschichte des Tempelhauses und zur Kleidung des Dargestellten halten diese Interpretationen nicht stand. Weder würde ein Speisemeister oder ein Kantor das Gewand eines hohen geistlichen Würdenträgers tragen, noch gibt es irgendwelche Hinweise, dass das Tempelhaus der Johanniter in Neckarelz von einem Kölner oder Wimpfener Priester begründet wurde.
Der Heimatforscher Fritz Liebig ging 1952 von folgender Lesart aus: ANNO DO(MINII) MCCCII XI K(A)L(ENDAS) MAII O(BIIT) FRAT(ER) CO(N)RADVS SACERDOS DE COL(LEGIO) (PR)I(MA) A(VCTORITATE) FVNDATOR DOM(VS) ISTI(VS) ET CAPIT(OLII) BOC(S)B(ER)G(ENSIS). Diese Interpretation und Vervollständigung der Inschrift lautet auf Deutsch: „Im Jahre des Herrn 1302, am 21. April, verstarb der Bruder Conrad, ein aus dem Kollegium im höchsten Ansehen stehender Priester, der Gründer dieses Hauses und des Tempelschlosses in Boxberg“.

## Identifizierung der dargestellten Person
Das Tempelhaus war Sitz einer Kommende der Ballei Franken des Johanniterordens. Zur Kommende zählten neben Gütern in Neckarelz auch Güter in Boxberg-Wölchingen und in Büchold. Der Ursprung der Kommende liegt wohl in Wölchingen, wo Besitz des Ordens 1249 und die Komturei bereits 1274 belegt ist. Bis 1287 kam der größte Teil der alten Herrschaft Boxberg hinzu, um 1300 der Besitz in Neckarelz. Bereits bei der Erwähnung des Besitzes in Wölchingen 1249 wird als sacerdos und provisor domus ein Conradus de Buechel erwähnt, der nach 1287 in das Schloss in Boxberg übersiedelte und als dessen Gründer betrachtet werden kann. Folgt man der Interpretation der Inschrift des Conradusstein, die in dem Dargestellten den Gründer des Boxberger Tempelschlosses sieht, so handelt es sich bei der dargestellten Person um ebendiesen Konrad von Büchel. Aufgrund der Namensähnlichkeit lässt sich seine Herkunft mit großer Wahrscheinlichkeit in Büchold verorten. Nach der verlorenen Schlacht bei Gaza 1244 hatte der Johanniterorden wenig Interesse am Erwerb von kleinen Gütern in entlegenen Bezirken, so dass der Besitz in Büchold, Boxberg und Neckarelz wohl durch Schenkungen an den Orden kam, der jenen Besitz im Laufe des 14. Jahrhunderts auch rasch wieder veräußerte: Neckarelz 1350, Büchold 1364, Boxberg 1381. Konrad könnte um die Mitte des 13. Jahrhunderts als junger Mann seinen Besitz in Büchold geschenkt und sich anschließend in den Dienst des Ordens gestellt haben.
Zum Rang des Dargestellten geben seine Kleidung und sonstigen Attribute Auskunft. Während Ritter das Johanniterkreuz an einer Bandschleife ohne Zusatz eines Sterns auf der Brust trugen, stand ein Pallium nur einer Persönlichkeit vom Rang eines Abts oder Bischofs, im Falle des Johanniterordens auch einem Großoffizier zu. Die Sterne zu beiden Seiten des Kopfes, von Albrecht nur als Sinnbild für die Aufnahme in den Himmel gedeutet, können als der Symmetrie halber zweimal dargestellter Bruststern eines Großoffiziers gedeutet werden. Auch die Größe der Tonsur spricht für einen höheren Würdenträger.
Der Ursprung des Tempelhauses in Neckarelz ist weithin unbekannt. Bei seiner ersten Erwähnung im Jahr 1300 war es bereits im Besitz des Johanniterordens. Der Kelch in den Händen des Dargestellten könnte jedoch Rückschlüsse auf die frühe Besitzgeschichte erlauben. Ein Burgmann der am gegenüberliegenden Neckarufer befindlichen Burg Landsehr hatte gemäß einer Urkunde von 1432 eine Reliquie mit heiligem Blut aus der Heidenschaft mitgebracht. „Etliche Partikel“ der Reliquie sollen 1297 in die Stiftskirche St. Juliana nach Mosbach verbracht worden sein. Liebig (1952) spekuliert, dass sowohl die Burg Landsehr als auch das Tempelhaus vor 1300 in einer Hand waren, aus der das Tempelhaus dann an die Johanniter kam. Die Hauptreliquie könnte gemeinsam mit dem Tempelhaus an die Johanniter gegangen und von Konrad von Büchel, der gemäß seinem Ornat hoher geistlicher Würdenträger war, verwahrt worden sein.